# Территориальная идентичность
Территориа́льная иденти́чность (территориальное самосознание) в:
- 1) социологии и политологии — результат отождествления индивидом себя как члена территориальной общности;
- 2) политической географии[1] — результат осознание индивида или группы индивидов (землячество) принадлежности к одной территории.

## Территориальная идентичность в социологии
Понятие идентичности было заимствовано западной социологией в психологии и распространено на самые различные типы идентичностей, включая территориальную. Однако, в отличие от других типов идентичностей территориальная идентичность в социологии изучается сравнительно мало и даже сознательно игнорируется. Широкую известность в этой связи получила фраза из книги социологов Питера Бергера и Томаса Лукмана «Социальное конструирование реальности»:
Мир повседневной жизни имеет пространственную и временную структуры. Пространственная структура здесь нас мало интересует. Достаточно сказать лишь то, что она имеет социальное измерение благодаря тому факту, что зона моих манипуляций пересекается с зоной манипуляций других людей. Гораздо важнее <...> временная структура.
При этом в социологии существует направление социология пространства, предложенное Георгом Зиммелем в 1903 году и получившее развитие в работах тех же Питера Бергера и Томаса Лукмана и многих других западных и российских социологов.
Но пространство в социологии пространства — не более чем метафора, никак не влияет на социальные взаимодействия и вообще лишено всяких свойств. Такое понимание пространства было инициировано основоположником социологии пространства Георгом Зиммелем и не претерпело за вековую историю этого направления в социологии существенных изменений. И если Зиммель ещё пишет о пространстве вообще, а не только о его социальной ипостаси, оставляя место для «пространства социума», то ведущий современный российский учёный этого социологического направления Александр Филиппов полностью отказывает пространству в свойствах:
«…«Пространство» представляет собой социальную и научную метафору, впрочем, порой весьма наглядную — скажем, в случае с престижными и непрестижными районами в городе, размещением кабинетов начальников и подчиненных в организации и т. п. Во всех таких случаях различие социальных позиций выражается в различии локализаций, т. е. может действительно созерцаться как пространственная форма, однако это вовсе не обязательно. Такое «социальное пространство» — удобное, но всё-таки лишь иносказательное выражение, подобно «социальной дистанции» или «социальной лестнице».

## Прикладные аспекты территориальной идентичности

### Региональная идентичность в политике
В избирательном штабе Рейгана была целая команда специалистов по политической географии страны — тонких знатоков региональной идентичности разных частей США, и команда эта постоянно вносила существенные коррективы в тон и аргументацию речей Рейгана в зависимости от того, в какой части страны он выступал. Скажем, если Рейган собирался отстаивать необходимость больших военных расходов, то в Миннесоте ему строили речь с учётом того, что здесь избиратели ценят свой тщательно отлаженный общественный уклад, активно участвуют в социальной жизни и вообще выделяются на американском фоне крепостью своих общественных идеалов. Исходя из этого, речь Рейгана изобиловала словами о «безбожных большевиках», угрожающих Америке, которая-де вынуждена экономить на многом, чтобы противостоять «империи зла». Если Рейган переезжал в города Приозёрья вроде Кливленда, то тон речи приспосабливался к царящему здесь практицизму: военные расходы — это новые рабочие места, это стимул для местной экономики и т. д. Речи на Юге не стоило украшать аргументами насчёт советской угрозы, потому что местные жители, как правило, слишком смутно представляли себе, где этот СССР расположен, и были слишком сильно погружены в чисто местные заботы. Поэтому здесь Рейган в основном сетовал на то, что лихоимцы-демократы совсем запустили коммунальное хозяйство и что он, мол, немедленно всё это исправит после прихода к власти, — и лишь «под сурдинку» говорил что-то о военных расходах. На Диком Западе же его речь оснащали грубыми словечками, простонародными выражениями, потому что считалось, что нравы тут всё ещё весьма «крутые», а социум не устоявшийся («эти козлы-большевики», «я им рога-то пообломаю» и т. п.).

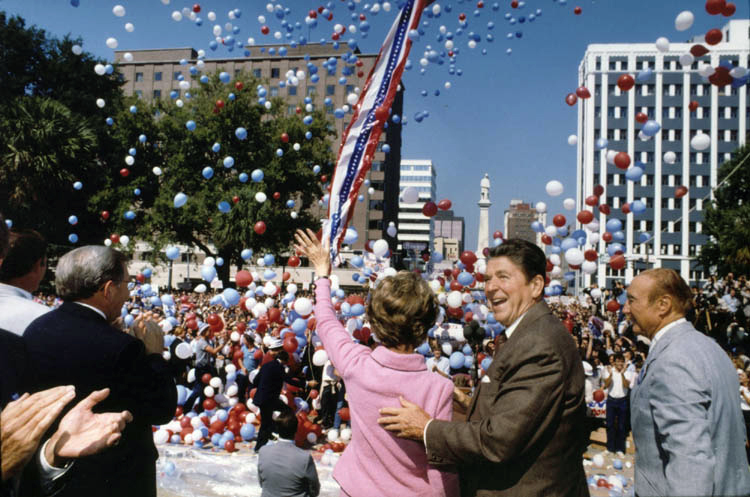
40-й президент США (1981—1989) от Республиканской партии Рональд Рейган во время президентской кампании в Южной Каролине (1980)
В избирательном штабе Рейгана была целая команда специалистов по политической географии страны — тонких знатоков региональной идентичности разных частей США, и команда эта постоянно вносила существенные коррективы в тон и аргументацию речей Рейгана в зависимости от того, в какой части страны он выступал. Скажем, если Рейган собирался отстаивать необходимость больших военных расходов, то в Миннесоте ему строили речь с учётом того, что здесь избиратели ценят свой тщательно отлаженный общественный уклад, активно участвуют в социальной жизни и вообще выделяются на американском фоне крепостью своих общественных идеалов. Исходя из этого, речь Рейгана изобиловала словами о «безбожных большевиках», угрожающих Америке, которая-де вынуждена экономить на многом, чтобы противостоять «империи зла». Если Рейган переезжал в города Приозёрья вроде Кливленда, то тон речи приспосабливался к царящему здесь практицизму: военные расходы — это новые рабочие места, это стимул для местной экономики и т. д. Речи на Юге не стоило украшать аргументами насчёт советской угрозы, потому что местные жители, как правило, слишком смутно представляли себе, где этот СССР расположен, и были слишком сильно погружены в чисто местные заботы. Поэтому здесь Рейган в основном сетовал на то, что лихоимцы-демократы совсем запустили коммунальное хозяйство и что он, мол, немедленно всё это исправит после прихода к власти, — и лишь «под сурдинку» говорил что-то о военных расходах. На Диком Западе же его речь оснащали грубыми словечками, простонародными выражениями, потому что считалось, что нравы тут всё ещё весьма «крутые», а социум не устоявшийся («эти козлы-большевики», «я им рога-то пообломаю» и т. п.).
— Леонид Смирнягин, член Президентского совета (1993—2000) при 1-м президенте России Борисе Ельцине

В реальной политике региональная идентичность не просто фиксируется как научная данность, но даёт материал для анализа территориальных общностей с точки зрения политических интересов государств, политических партий и отдельных политиков.
Устойчивая территориальная общность объединена общими системами ценностей для её членов, сходной реакцией на социальные процессы и единой волей к социальному действию. Территориальная идентичность может служить основой для мобилизации общественных сил как в созидательных, так и в разрушительных целях. Для каждой территориальной общности могут быть созданы различные методы воздействия на неё в зависимости от целей и задач политики.
Один из самых ярких примеров практического использования в политике региональной идентичности — изменение тактики ведения избирательной кампании от региона к региону.

### Региональная идентичность в предпринимательстве
Территориальные различия во вкусах потребителей как одна из сторон региональной идентичности изучаются в западных странах для организации оптовой и розничной торговли. Как правило, подобные исследования, связанные, прежде всего, с опросами населения, ведут частные компании. Созданные банки данных картографируются. Результаты исследований высокого уровня сами по себе являются предметом продажи, поэтому редко попадают в открытую печать. Исследования различаются по степени обобщения материала и могут варьировать от предпочтений американцев в еде в разных регионах США до распространённости типов потребительских товаров по территории страны.
Один из ведущих американских исследователей товарных предпочтений Майкл Уайс, использовавший данные консультативных компаний, выявил в США 62 «общинных кластера», объединённых в 15 групп. Фактически разные стили жизни кластеров, привязанные к территории сеткой узловых районов Бюро экономического анализа США, были отражением региональной идентичности этих групп.

## Синонимы и близкие понятия
- Городская идентичность
- Локальная идентичность[8]
- Местное самосознание[9]
- Национальная идентичность[10][11]
- Национальное самосознание
- Приграничная идентичность[12]
- Пространственная идентичность[13]
- Региональная идентичность[9][14]
- Региональное самосознание[9][15]
- Страновая идентичность[16]
- Территориальная идентификация[17]
- Территориальное самосознание[15]